# Luxemburger Filmpreis 2021
Der 9. Luxemburger Filmpreis wurde am 26. November 2021 verliehen.

## Preisverleihung
Ursprünglich sollte der 9. Luxemburger Filmpreis im Oktober 2020 stattfinden, aufgrund der COVID-19-Pandemie wurde er jedoch ein Jahr später, am 26. November 2021, ausgerichtet.
Die Preisverleihung fand im Grand Theatre der Stadt Luxemburg statt. Durch das Programm führten Fred Neuen und Clara Hertz. Neben den Persönlichkeiten der nationalen Filmindustrie waren Großherzog Henri und seine Frau Maria Teresa, der Premierminister und Minister für Kommunikation und Medien Xavier Bettel, der Kulturminister Sam Tanson und die Staatsbürgermeisterin Lydie Polfer anwesend. Aufgrund der Corona-Pandemie herrschte im Saal Maskenpflicht, und der Empfang wurde kurzfristig abgesagt. Das Essen vom Empfang wurde an die Stimme der Straße gespendet.
Die Wahl erfolgte erstmals in zwei Stufen durch die rund 400 Mitglieder der Filmakademie: Zunächst die besten (maximal) fünf pro Kategorie, aus denen dann ein Gewinner gekürt wurde. In der ersten Runde wurden 81 Produktionen ausgewählt, von denen 40 schließlich nominiert wurden, und das für 14 Preise. Es gab auch einige neue Preise. Der Preis für den besten Schauspieler wurde aufgeteilt in einen für die beste männliche und einen für die beste weibliche Interpretation. Der Preis für die beste Musik, den es bereits 2005 und 2007 gab, wurde wieder eingeführt. Zusätzlich zu den von den Mitgliedern der Filmakademie ausgewählten Gewinnern wählte eine internationale Jury aus Fachleuten der Branche den Gewinner in der neuen Kategorie der besten Arbeiten im Bereich „Augmented Reality“.
Die Association luxembourgeoise de la presse cinématographique (ALPC) verteilte während der Zeremonie ihren eigenen Preis. Die Zeremonie wurde auf RTL.lu, RTL Play und filmprais.lu übertragen.

## Preisträger

### Bester Spielfilm oder Animationsfilm
- Superjhemp retörns von Félix Koch
  - Escapada von Sarah Hirtt
  - Hytte von Jean-Louis Schuller
  - Péitruss von Max Jacoby
  - Sawah von Adolf El Assal

### Beste Spielfilm-Koproduktion (Spielfilm oder Dokumentarfilm)
- Kollektiv – Korruption tötet von Alexander Nanau
  - Bad Luck Banging or Loony Porn von Radu Jude
  - Wir beide von Filippo Meneghetti
  - Jumbo von Zoé Wittock
  - Tel Aviv on Fire von Sameh Zoabi

### Beste Spielfilm-Koproduktion (Animation)
- Les Hirondelles de Kaboul von Eléa Gobbé-Mévellec und Zabou Breitman
  - Pachamama von Juan Antin
  - Wolfwalkers von Tomm Moore und Ross Stewart

### Beste Spielfilm-Koproduktion (Fiktion oder Dokumentarfilm)
- Portraitiste von Cyrus Neshvad
  - If We Smarten Up von Larisa Faber
  - Lupus von Laurent Prim
  - Touch Me von Eileen Byrne
  - Vis-à-Vis von Émile V. Schlesser

### Bester Kurzfilm (Animation)
- Seed of Hope von Claude Kongs
  - Abigail von Nicolas Debray
  - Mania von Ugur Darya Eroglu

### Bester Dokumentarfilm
- Super-GAU – Die letzten Tage Luxemburgs von Myriam T. und Julien Becker
  - California Dreaming von Fabrizio Maltese
  - Histoire(s) de femme(s) von Anne Schroeder
  - River Tales von Julie Schroell
  - The Living Witnesses von Karolina Markiewicz und Pascal Piron
  - Zero Impunity von Stéphane Hueber-Blies und Nicolas Blies

### Beste Produktion für Fernsehen oder neue Medien (Spielfilm oder Dokumentarfilm)
- Capitani von Christophe Wagner & Thierry Faber
  - Bad Banks – Staffel 2 von Christian Zübert
  - Ex Aequo! von Lucia Valverde
  - routwäissgro – Staffel 3 von Loïc Tanson, Jacques Molitor
  - What We Talk About When We Talk About Sex von Catherine Dauphin

### Beste Produktion für Fernsehen oder Neue Medien (Animation)
- Fox & Hare von Mascha Halberstad und Tom van Gestel
  - Barababor von Laurent Witz
  - Nächst Statioun von Sarah Sutter und Frédéric Wedeux

### Beste Schauspielerin
- Sophie Mousel in Capitani
  - Fabienne Hollwege in An zéro
  - Larisa Faber in Angelo
  - Désirée Nosbusch in Bad Banks – Staffel 2
  - Magaly Teixeira in Coyotes

### Bester Schauspieler
- Luc Schiltz in Capitani
  - Jules Werner in Capitani
  - Jérôme Varanfrain in Deux
  - Nilton Martins in Sawah
  - André Jung in De Superjhemp retörns

### Bester kreativer Beitrag (Spielfilm oder Dokumentarfilm)
- Thierry Faber, Eric Lamhène, Christophe Wagner für das Drehbuch von Capitani
  - Jean Louis Schuller für die Kamera in Hytte
  - Nikos Welter für die Kamera in Sawah
  - Adolf El Assal für das Drehbuch von Sawah
  - Amandine Klee für die Kamera in Skin Walker

### Bester kreativer Beitrag (Animation)
- Nicolas Debray, Gilles Rudziak und Team – Kategorie Animatioun für Wolfwalkers
  - Stéphane Lecocq – Kategorie Dekor für Ooops! 2 – Land in Sicht
  - Julien Silvestre Da Conceicao – Kategorie Komposition für Ooops!Finny wou bass de?
  - Michel Pisson – Kategorie Dekor für Pachamama
  - Pascal Gérard und Team – Kategorie Dekor für Wolfwalkers

### Beste Musik
- André Dziezuk für Tel Aviv on Fire
  - Kyan Bayani für Bad Banks – Staffel 2
  - Emre Sevindik für California Dreaming
  - Ivan Boumans für Hytte
  - Eric Bintz für Sawah

### Beste Arbeit in Augmented Reality
- Ayahuasca von Jan Kounen
  - 7 Lives von Jan Kounen
  - Cosmos Within Us von Tupac Martir
  - My Identity Is This Expanse! von Karolina Markiewicz und Pascal Piron
  - Under the Skin von João Inada

### Preis der Associatioun vun de Filmkritiker
- Wolfwalkers
  - Kollektiv – Korruption tötet
  - Tel Aviv on Fire

## Kritik
Michel Delage von Radio 100,7 stellte die Auswahl der ausgezeichneten Werke in Frage und sprach von „Kachkéis-Nationalismus“ (Superjhemp retörns) und „Kniddelen-Nationalismus“ (An zéro). Er kritisierte außerdem die Monopolstellung von RTL und das Nominierungsverfahren der Filmakademie. Auch Jeff Schinker vom Tageblatt kritisierte die „Mittelmäßigkeit“ der preisgekrönten Arbeiten. In anderen Medien wurde der Filmpreis neutral bis positiv aufgenommen.